# Mountain Green
Mountain Green – jednostka osadnicza w Stanach Zjednoczonych, w stanie Utah, w hrabstwie Morgan.